# Bình Lương, Cam Túc
Bình Lương (tiếng Trung: 平凉; bính âm: Píngliàng) là một địa cấp thị thuộc tỉnh Cam Túc, Cộng hòa Nhân dân Trung Hoa. Bình Lương nổi tiếng với dãy núi bao gồm Không Đồng Sơn (崆峒山), một nơi thiêng liêng của Đạo giáo và là một nơi tao ngộ theo truyền thuyết của Hoàng Đế và Quảng Thành Tử.

## Địa lý
- Phía đông là Hàm Dương thuộc tỉnh Thiểm Tây
- Phía nam là Bảo Kê (Thiểm Tây) và Thiên Thủy (cùng tỉnh Cam Túc)
- Phía tây là Định Tây và Bạch Ngân (đều cùng tỉnh Cam Túc)
- Phía bắc là Khánh Dương (cùng tỉnh Cam Túc) và Cố Nguyên (Ninh Hạ).

## Các đơn vị hành chính
Địa cấp thị Bình Lương có các đơn vị cấp huyện sau:
- Quận Không Đồng (崆峒區)
- Huyện Kính Xuyên (涇川縣)
- Huyện Linh Đài (靈臺縣)
- Huyện Sùng Tín (崇信縣)
- Thành phố cấp huyện Hoa Đình (華亭縣)
- Huyện Trang Lãng (庄浪縣)
- Huyện Tĩnh Ninh (靜寧縣)